# Église Saint-Mathias de Cromary
Pour les articles homonymes, voir Église Saint-Mathias.
L'église Saint-Mathias est une église catholique située à Cromary, en France.

## Description
L'église, à nef unique, forme une croix latine avec chapelles latérales sur les côtés. L'entrée est constituée d'un clocher porche surmonté d'un dôme à impériale franc-comtois.

## Localisation
L'église est située sur la commune de Cromary, dans le département français de la Haute-Saône.

## Historique
L'église, reconstruite en 1730, est orientée et de plan en croix latine. Précédée d'un clocher-porche, elle se compose d'une nef unique, entre deux chapelles latérales, et d'un chevet plat, vestige de l'ancienne église. Adossée au nord du chœur, la sacristie est une ancienne chapelle voûtée sur croisée d'ogives datée de 1670.
L'édifice est inscrit au titre des monuments historiques en 2013.